# Nachi no hi matsuri
Nachi no hi matsuri (那智の火祭, littéralement « fête du feu de Nachi ») est une fête japonaise se déroulant le 14 juillet au Kumano Nachi-taisha.
Le Nachi no dengaku, art religieux du spectacle pratiqué lors de la fête du feu de Nachi, a été inscrit en 2012 sur la liste représentative du patrimoine culturel immatériel de l’humanité de l’Unesco.